# Фраухигер, Рене
Рене́ Фра́ухигер (нем. René Frauchiger; род. 28 июля 1981, Лангенталь, Арванген, Берн, Швейцария) — швейцарский писатель, редактор и педагог. 

## Биография
Вырос в бернской общине Мадисвиль. Изучал немецкий язык и философию в Базельском университете (2005—2012), педагогику в Университете прикладных наук Северо-западной Швейцарии (2013—2015). Работал внештатным журналистом газеты Berner Zeitung, офисным клерком, киномехаником, преподавателем немецкого языка, сурдопедагогом в специализированных школах Базеля, кантонов Базель-Ланд и Берн, научным сотрудником в Базельском университете. Участвовал в составлении 4-го тома «Справочника топонимов Золотурна» — «Сельские названия и микротопонимы амтея Таль-Гой» (нем. Solothurnisches Namenbuch 4. Die Flur- und Siedlungsnamen der Amtei Thal-Gäu, 2017).
В подростковом возрасте занялся литературным творчеством: сочинял киносценарии, участвовал в конкурсах, организовывал чтения и другие мероприятия. В 2011 году совместно с Лукасом Глоором (нем. Lukas Gloor) и Даниэлем Кисслингом  (нем. Daniel Kissling) основал «нарративный литературный журнал» Das Narr («Дурак»); в 2022 году совместно с Леа Штайн (нем. Lea Stein) и Ангелиной Рот (нем. Angelina Roth) — Базельскую авторскую сеть (нем. Autor*innen Netzwerke Basel). Автор и редактор многочисленных публикаций разнообразных форматов и жанров, в том числе литературной кулинарной книги, литературных путеводителей по Базелю и Берну, газетно-журнальных колонок, обзоров и рецензий, романов «Ночь мобильных чудовищ» (нем. Die Nacht der Handy-Monster, 2017), «Великаны — просто большие люди» (нем. Riesen sind nur grosse Menschen, 2019), «Муравьям нелегко говорить» (нем. Ameisen fällt das Sprechen schwer, 2022). Член Сообщества швейцарских писателей (нем. Autorinnen und Autoren der Schweiz), Ассоциации швейцарских писателей-фантастов (нем. Verein Schweizer Phantastikautoren). С 2022 года ведёт курсы читательского и писательского мастерства в Доме литературы кантона Аргау в Ленцбурге. Лауреат спонсорского гранта Базельского литературного комитета (нем. Fachausschuss für Literatur Basel, 2016). 
Живёт в Базеле.